# Glenn Shafer
Glenn Shafer (né le 21 novembre 1946) est un mathématicien et statisticien américain. Il est le co-créateur de la théorie de Dempster-Shafer. Il est professeur d'université et membre du conseil des gouverneurs de l'université Rutgers.

## Jeunesse et éducation
Shafer grandit dans une ferme près de Caney, au Kansas. Il obtient un baccalauréat en mathématiques de l'Université de Princeton, puis entre dans le Peace Corps, servant en Afghanistan. Il retourne à Princeton, obtenant un doctorat en statistiques mathématiques en 1973 sous Geoffrey Watson,.

## Carrière
Il enseigne à Princeton et à l'Université du Kansas, rejoignant la faculté de la Rutgers Business School - Newark et Nouveau-Brunswick en 1992. De 2011 à 2014, il est doyen de l'école.
Au cours des années 1970 et 1980, il développe une théorie introduite pour la première fois par Arthur P. Dempster pour créer la théorie de Dempster-Shafer, également décrite comme la théorie des fonctions de croyance ou la théorie des preuves. Il s'agit d'un cadre général de raisonnement avec incertitude, permettant de combiner des preuves provenant de différentes sources et d'arriver à un degré de croyance (représenté par un objet mathématique appelé fonction de croyance) qui prend en compte toutes les preuves disponibles. La théorie et ses extensions intéressent particulièrement la communauté de l'intelligence artificielle.
Plus récemment, il travaille avec Vladimir Vovk pour développer un cadre de théorie des jeux pour les probabilités. Ce travail produit un livre de 2001, Probability and Finance : It's Only a Game ! Un groupe de recherche conjoint entre Rutgers et Royal Holloway, Université de Londres, produit plus de 50 documents de travail sur le sujet.
Il est nommé professeur au conseil des gouverneurs de Rutgers. L'Université de Prague lui décerne un doctorat honorifique. Il est boursier Fulbright et boursier Guggenheim.
Il est marié au professeur et artiste à la retraite de Princeton, Nell Irvin Painter.